# 1545 Thernoe
1545 Thernoe је астероид главног астероидног појаса. Приближан пречник астероида је 18,71 ,
а средња удаљеност астероида од Сунца износи 2,778 астрономских јединица (АЈ).
Инклинација (нагиб) орбите у односу на раван еклиптике је 2,948 степени, а орбитални период износи 1691,462 дана (4,630 године). Ексцентрицитет орбите астероида износи 0,236.
Апсолутна магнитуда астероида износи 11,80 а геометријски албедо 0,096.
Астероид је откривен 15. октобра 1941. године.